# HD42083
HD42083 — хімічно пекулярна зоря спектрального класу A4, що має видиму зоряну величину в смузі V приблизно  6,3.
Вона  розташована на відстані близько 327,1 світлових років від Сонця.

## Фізичні характеристики
Зоря HD42083 обертається 
порівняно повільно 
навколо своєї осі. Проєкція її екваторіальної швидкості на промінь зору становить  Vsin(i)= 33км/сек.